# Важкий танк

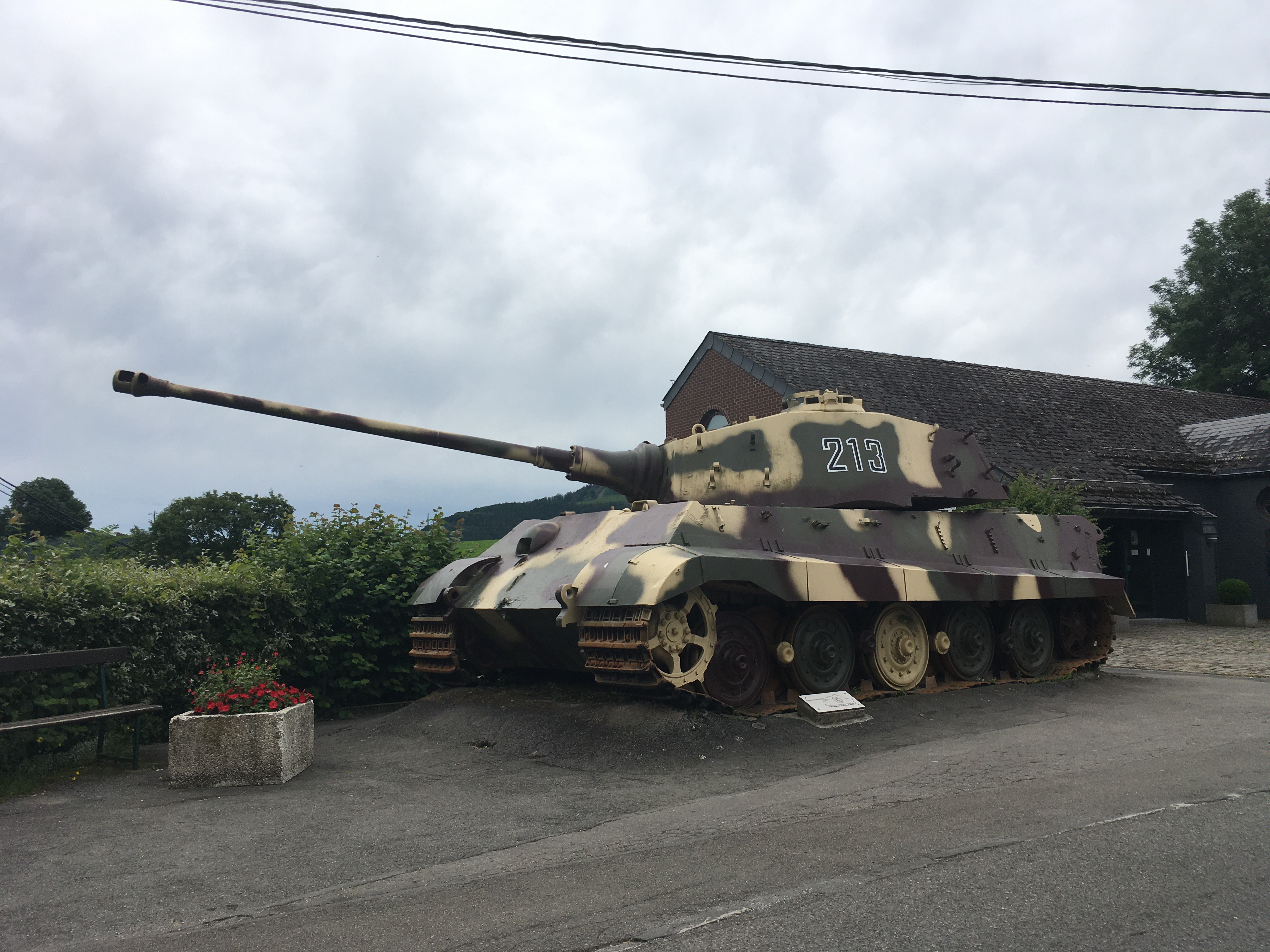
Німецький важкий танк Тигр II (Королівський тигр)

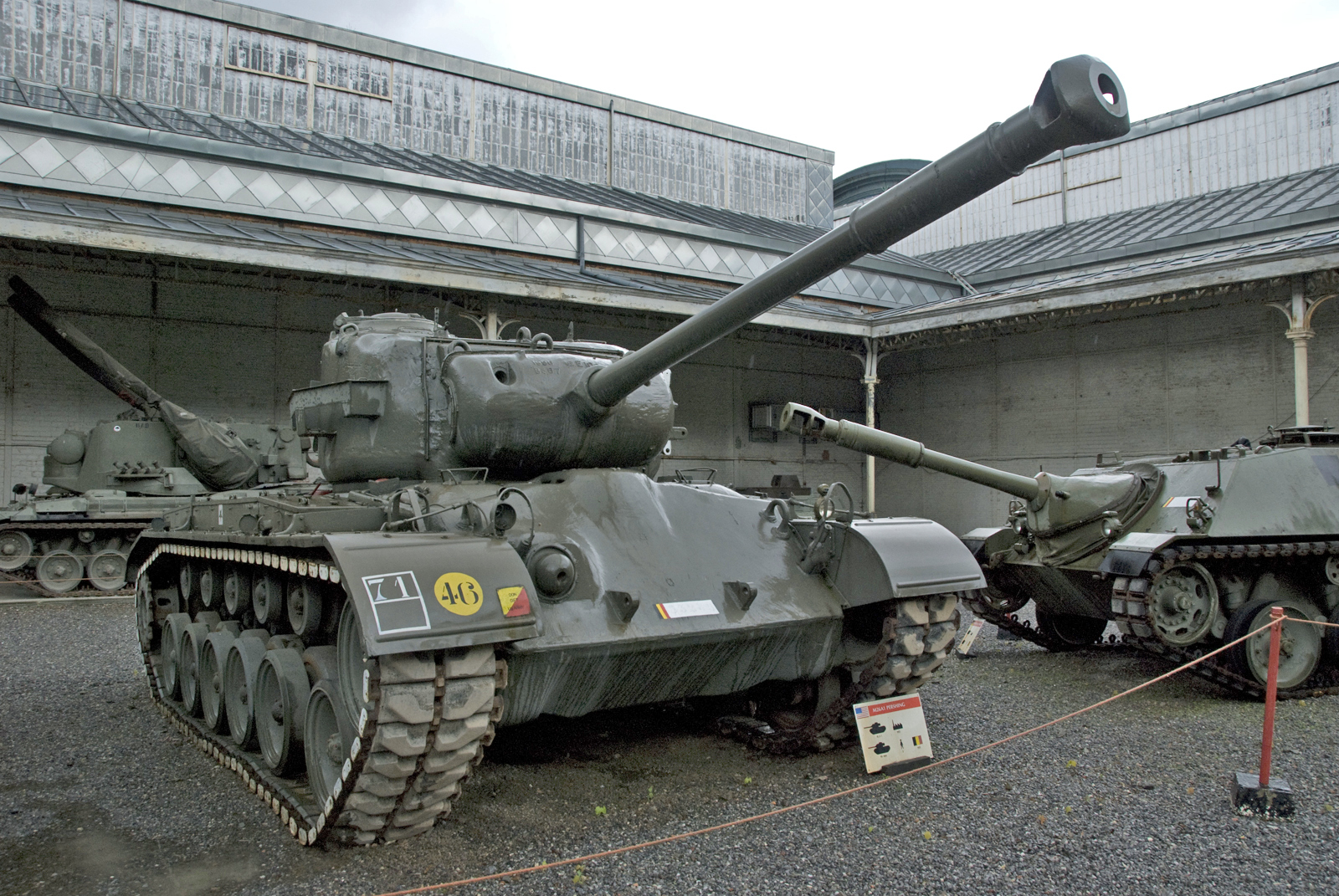
Американський важкий танк М26 Pershing

Важкий танк — танк багатоцільового призначення, що за деякими класифікаціями танків визначався як — бойова броньована машина, чия маса перевищує 30 т (згідно з пізнішою класифікацією — 40 т), оснащена великокаліберною зброєю, а також кулеметами. Можливий варіант, коли на танк важкого типу встановлюється зброя різного калібру. Важкі танки призначалися для посилення загальновійськових з'єднань при прориві сильно укріпленої оборони противника і атаки його укріплених районів. До важких танків належали всі модифікації танка КВ, ІС-2, PzKpfw V «Пантера» (за німецькою класифікації вважалася середнім танком — у німців танки класифікувалися за калібром гармат), Panzer VI «Тигр», PzKpfw VI Ausf. B «Королівський тигр» та інші.